# Eliecith Palacios
Eliecith Palacios   (Carepa, 15 de setembre de 1987) és una esportista colombiana de l'especialitat d'atletisme que va ser campiona de Centreamèrica i del Carib a Mayagüez 2010.

## Trajectòria
La trajectòria esportiva d'Eliecith Palacios s'identifica per la seva participació en els següents esdeveniments nacionals i internacionals.

### Jocs Centreamericans i del Carib
Va ser reconegut el seu triomf per ser la segona atleta amb el major nombre de medalles de la selecció de  Colòmbia
en els jocs de Mayagüez 2010.

#### Jocs Centreamericans i del Carib de Mayagüez 2010
El seu acompliment en la vintena primera edició dels jocs, es va identificar per ser la quarta atleta amb el major nombre de medalles entre tots els participants de l'esdeveniment, amb un total de 2 medalles:

- , Medalla de plata: 100 metres tanques
- , Medalla de plata: 4x100 m Relleu